# Brian Herbert
Brian Patrick Herbert (Seattle, 29 giugno 1947) è un autore di fantascienza statunitense, figlio del celebre scrittore Frank Herbert.
È conosciuto principalmente per la sua collaborazione con Kevin J. Anderson, con il quale ha scritto le due trilogie Il preludio a Dune e Legends of Dune, basate sull'ambientazione dei romanzi del Ciclo di Dune scritti dal padre.

## Opere

### Romanzi
- Sidney's Comet (1983)
- The Garbage Chronicles (1985)
- Man of Two Worlds (1986) (con Frank Herbert)
- Sudanna, Sudanna (1986)
- Prisoners of Arionn (1987)
- The Race for God (1990)
- Memorymakers (1991) (con Marie Landis)
- Blood on the Sun (1996) (con Marie Landis)
- Timeweb (2006)

### Il preludio a Dune
Il preludio a Dune è una trilogia dedicata ai personaggi del primo romanzo di Dune, ambientata in un periodo tra i quarant'anni prima e l'epoca contemporanea allo stesso romanzo.
- Dune: House Atreides, in Italia pubblicato in due volumi, Casa Atreides e Il duca Leto;
- Dune: House Harkonnen, in Italia pubblicato anch'esso in due distinti volumi, I ribelli dell'Impero e Vendetta Harkonnen;
- Dune: House Corrino, in Italia pubblicato come Preludio a Dune_ Casa Corrino, Gruppo Editoriale L'Espresso, traduzione di Danilo Pazzaglia, 2011

### Legends of Dune
Legends of Dune è una trilogia ambientata 10.000 anni prima degli avvenimenti di Dune. Essa racconta il Jihad Butleriano: la guerra universale dell'uomo contro le macchine senzienti.
- Dune: The Butlerian Jihad (2002)
- Dune: The Machine Crusade (2003)
- Dune: The Battle of Corrin (2004)

La trilogia è stata pubblicata il 23 novembre 2023 come volume unico dal titolo Leggende di Dune nella collana Urania Draghi per Oscar Mondadori.

### Dune 7
- 2006 - I cacciatori di Dune (Hunters of Dune), Fanucci Editore, traduzione di Annarita Guarnieri, 2020 (ISBN 978-88-34740378)
- 2007 - I vermi della sabbia di Dune (Sandworms of Dune), Fanucci Editore, traduzione di Annarita Guarnieri, 2021 (ISBN 978-88-34741184)

### Trilogia di Caladan
1. 2020 - Il duca di Caladan (The Duke of Caladan), Arnoldo Mondadori Editore, traduzione di Stefano Giorgianni, 2021, ISBN 978-88-04-74200-5
2. 2021 - La lady di Caladan (The Lady of Caladan), Arnoldo Mondadori Editore, traduzione di Stefano Giorgianni, 2021, ISBN 978-88-04-74445-0
3. 2022 - The Heir of Caladan

### Heroes of Dune
1. 2008 - Paul of Dune
2. 2009 - The Winds of Dune

### Altre storie basate su Dune
Sempre ambientati nel mondo di Dune, e finora solo I cacciatori di Dune è stato pubblicato in Italia:
- The Road to Dune (2005)
- Dune: A Whisper on Caladan Seas
- Dune: Hunting Harkonnens
- Dune: Whipping Mek
- Dune: The Faces of a Martyr
- Dune: Sea Child